# Pouteria buenaventurensis
Pouteria buenaventurensis é um espécie de planta na família Sapotaceae. É encontrada no Panamá e na Colômbia.